# Fist-fucking
Pour les articles homonymes, voir Fist.

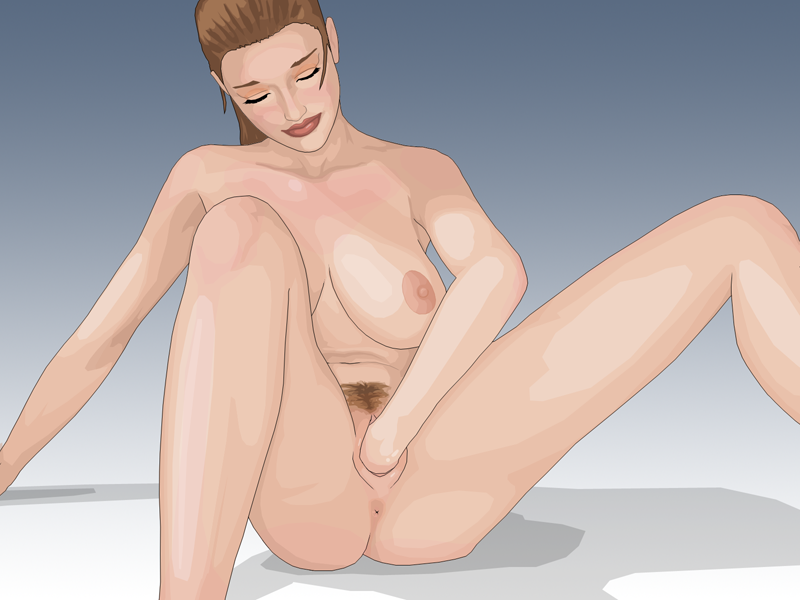
Dessin d'une femme pratiquant le fist-fucking vaginal sur elle-même.

Le fist-fucking (terme argotique anglais signifiant « baiser avec le poing ») est une pratique sexuelle consistant à pénétrer (fuck) le vagin ou le rectum avec le poing (fist). La sexologie utilise les termes d'érotisme brachio-vaginal ou érotisme brachio-proctique.
Malgré son nom, le fist-fucking ne sous-entend pas la pénétration du poing fermé dans le vagin ou le rectum, mais plutôt une lente introduction de la main dont les doigts sont gardés tendus et groupés dans l'orifice abondamment lubrifié au préalable et distendu progressivement. Une fois l'intromission effectuée, le poing peut être fermé ou les doigts rester droits. Le foot-fucking est une pratique similaire, encore plus marginale, remplaçant la pénétration de la main par le pied dans le vagin ou le rectum.

## Histoire
La pratique ne figure pas dans les rapports de 1948 et 1953 du Dr. Alfred Kinsey répertoriant les pratiques sexuelles humaines. Les années 1960 voient l'essor de cette pratique avec la création aux États-Unis de la TAIL (Total Ass Involvement League), groupement d'environ 1 500 personnes revendiquant leur pratique du fist-fucking.
Selon l'anthropologue Gayle Rubin, la pratique se popularise un peu plus dans les années 1970 durant lesquelles un club privé gay de San Francisco, appelé The Catacombs, acquiert une réputation particulière pour cette spécialité, s'agrandissant petit à petit et diversifiant sa clientèle jusqu'à compter à peu près autant de pratiquants de sexe masculin que de sexe féminin ; s'y rendent également des pratiquants bisexuels, ce qui tend à accréditer la popularisation croissante de cette pratique dans les différents milieux sociaux et culturels, bien qu'elle reste très marginale.

## Incidence de la pratique
Malgré l'association habituellement faite entre fist-fucking anal et homosexualité masculine, cette pratique est aussi trouvable dans les rapports hétérosexuels et lesbiens, le fist-fucking pouvant alors être anal ou vaginal. Le fist-fucking anal est perçu comme agréable par les hommes qui le pratiquent en raison de la stimulation prostatique directe que cette pratique générerait. En 1993, l'enquête ACSF (« Analyse des comportements sexuels en France ») sur la sexualité des Français répertorie 6 % des hommes homosexuels ou bisexuels interrogés ayant pratiqué le fist-fucking sur un partenaire lors de leur dernier rapport et 6 % également ayant reçu un fist-fucking au cours de leur dernier rapport.

## Hygiène et sécurité
De par la sollicitation intense des muqueuses anales ou vaginales, le fist-fucking est une pratique nécessitant une préparation minutieuse pour éviter de graves lésions. Dans le cas d'une pénétration anale, les sphincters doivent être préalablement étirés. Le contact entre les matières fécales et des muqueuses irritées peut entraîner une inflammation ou une infection. Les ongles de l'individu qui pénètre doivent être coupés court et limés, et ses mains protégées par des gants à usage médical (en latex ou en vinyle par exemple). Certains de ces gants, habituellement en latex noir résistant, commercialisés dans certaines boutiques érotiques, peuvent monter jusqu'aux coudes et sont lavables. La main comme l'orifice choisi doivent être généreusement lubrifiés (avec un lubrifiant à base d'eau de préférence, mais pas un lubrifiant issu du pétrole comme la vaseline, qui attaque le latex – bien qu'en l'absence de lésions il n'y ait pas de risque de transmission d'agents pathogènes, c'est généralement le même lubrifiant qui est employé pour d'autres pratiques présentant a contrario un tel risque). L'ajout d'eau favorise une meilleure lubrification, l'eau du lubrifiant à base de glycérine s'évaporant et laissant un dépôt de glycérine dans l'orifice. 
Le poppers (amyl-nitrite), agissant comme vasodilatateur, est parfois employé (en inhalation) pour le fist-fucking anal. L'utilisation de drogues, en particulier sédatives ou anesthésiques locales, fait courir un risque plus important de complications par altération de la douleur et de la réactivité, et par désinhibition.

## Culture populaire

### Littérature
- Renaud Camus le mentionne dans Tricks, paru en 1979 et préfacé par Roland Barthes, édité par POL (Hachette) et réédité en 1988[5].
- Le personnage principal du roman d'horreur Bloodfist de Schweinhund (Trash éd., 2013, coll. Trash no 3) pratique un fist-fucking meurtrier.
- Marco Vidal, FIST, éditions l, 2015.

### Cinéma et médias
Il est fait mention du fist-fucking dans les films Irréversible, Scary Movie 4, La Chasse, Le Nouveau Jean-Claude, Mysterious Skin, ou encore le film Nymphomaniac (sous terme de "canard silencieux"). 
Dans les médias, La Fistinière, caméra au poing, reportage de Sébastien Bardos et Jérémie About sur une maison d'hôte gay française spécialisée dans le fist-fucking anal.